# Oschersleben
Oschersleben là một đô thị thuộc huyện Börde, bang Saxony-Anhalt, Đức.
Đô thị Oschersleben có diện tích 165,53 km², dân số cuối năm 2006 là 19.671 người.